# Kryptopterus palembangensis
Kryptopterus palembangensis är en fiskart som först beskrevs av Pieter Bleeker 1852.  Kryptopterus palembangensis ingår i släktet Kryptopterus och familjen malfiskar. Inga underarter finns listade i Catalogue of Life.